# Rougemont, Québec
Rougemont är en kommun och tätort (centre de population) i provinsen Québec i Kanada. Den ligger i regionen Montérégie, i den sydöstra delen av landet, 210 km öster om huvudstaden Ottawa.